# ASC Snim
Association Sportive et Culturelle de la Société Nationale Industrielle et Minière w skrócie ASC Snim (ar. الجمعية الثقافية و الرياضية للكصر) – mauretański klub piłkarski grający w mauretańskiej pierwszej lidze, mający siedzibę w mieście Nawazibu.

## Sukcesy
- Première Division[1]:
  - mistrzostwo (2): 2009, 2010.
  - wicemistrzostwo (1): 2007.

- Puchar Mauretanii[2]:
  - zwycięstwo (3): 1992, 2019.

## Występy w afrykańskich pucharach
| Sezon     | Rozgrywki                 | Runda   | Kraj                     | Klub                   | Dom | Wyjazd | Dwumecz |
| --------- | ------------------------- | ------- | ------------------------ | ---------------------- | --- | ------ | ------- |
| 1993      | Puchar Zdobywców Pucharów | wstępna | Gwinea Bissau            | Sport Bissau e Benfica | –   | –      | –       |
| 1993      | Puchar Zdobywców Pucharów | 1       | Algieria                 | JS Kabylie             | 1–3 | 1–8    | 2–11    |
| 1994      | Puchar Zdobywców Pucharów | wstępna | Liberia                  | LPRC Oilers            | –   | –      | –       |
| 2011      | Liga Mistrzów             | wstępna | Wybrzeże Kości Słoniowej | ASEC Mimosas           | 0–2 | 0–7    | 0–9     |
| 2019/2020 | Puchar Konfederacji       | wstępna | Benin                    | ESAE FC                | 0–2 | 0–5    | 0–7     |

## Stadion
Domowe mecze klub rozgrywa na stadionie o nazwie Stade Municipal de Nouadhibou w Nawazibu, który może pomieścić 5 000 widzów.

## Reprezentanci kraju grający w klubie od 2004 roku
Stan na styczeń 2023.
| - Moustapha Badiane - Boubacar Bagili - Taghiyoullah Denna - Brahim Souleimane Diallo - Mouhamed Keïta - Mbaye Lamine Niang - Dewahi Oueissou - Ely Ould Mabrouk | - Pape Moussa Sakho - Amar Djiby Samb - Abdallahi Sy - Sidi Youssouf Sy - Elmamy Traoré - Ali Mohamed Yahya - Djibril Naim Olatoundji - Badara Dione |